# 内部細胞塊

胚盤胞の構造、:en:Endometrium:子宮内膜、:en:Inner cell mass（Embryoblast）:内部細胞塊、:en:Trophoblast:栄養芽細胞、Blastocyst cavity（:en:Blastocoele）:卵割腔

内部細胞塊（ないぶさいぼうかい、inner cell mass：ICM）とは、哺乳類の早期胚発生において、胚盤胞の内側に形成される細胞集団のことである。

## 組織の形成
桑実胚のうち、内側の細胞が内部細胞塊となる。外側の細胞の大部分は栄養芽細胞となり、栄養外胚葉を形成する。
内部細胞塊を取り囲んでいる栄養外胚葉の細胞は胎盤を形成する。内部細胞塊は胚盤葉上層と原始内胚葉 (primitive endoderm。ニワトリ胚における胚盤葉下層に相当）の2層に分離し、二層胚盤 (bilaminar germ disc) と呼ばれる構造を形成する。
胚盤葉上層からは胚体と羊膜が形成される。原始内胚葉は胚体外の層であり、胚体の細胞は作らず卵黄嚢を形成する。

## ES細胞
内部細胞塊の細胞を単離し、フィーダー細胞上で培養すると多能性を持ったES細胞が得られる。詳しくはES細胞を参照。